# Aylin
Aylin  è un nome proprio di persona turco e azero femminile.

## Origine e diffusione

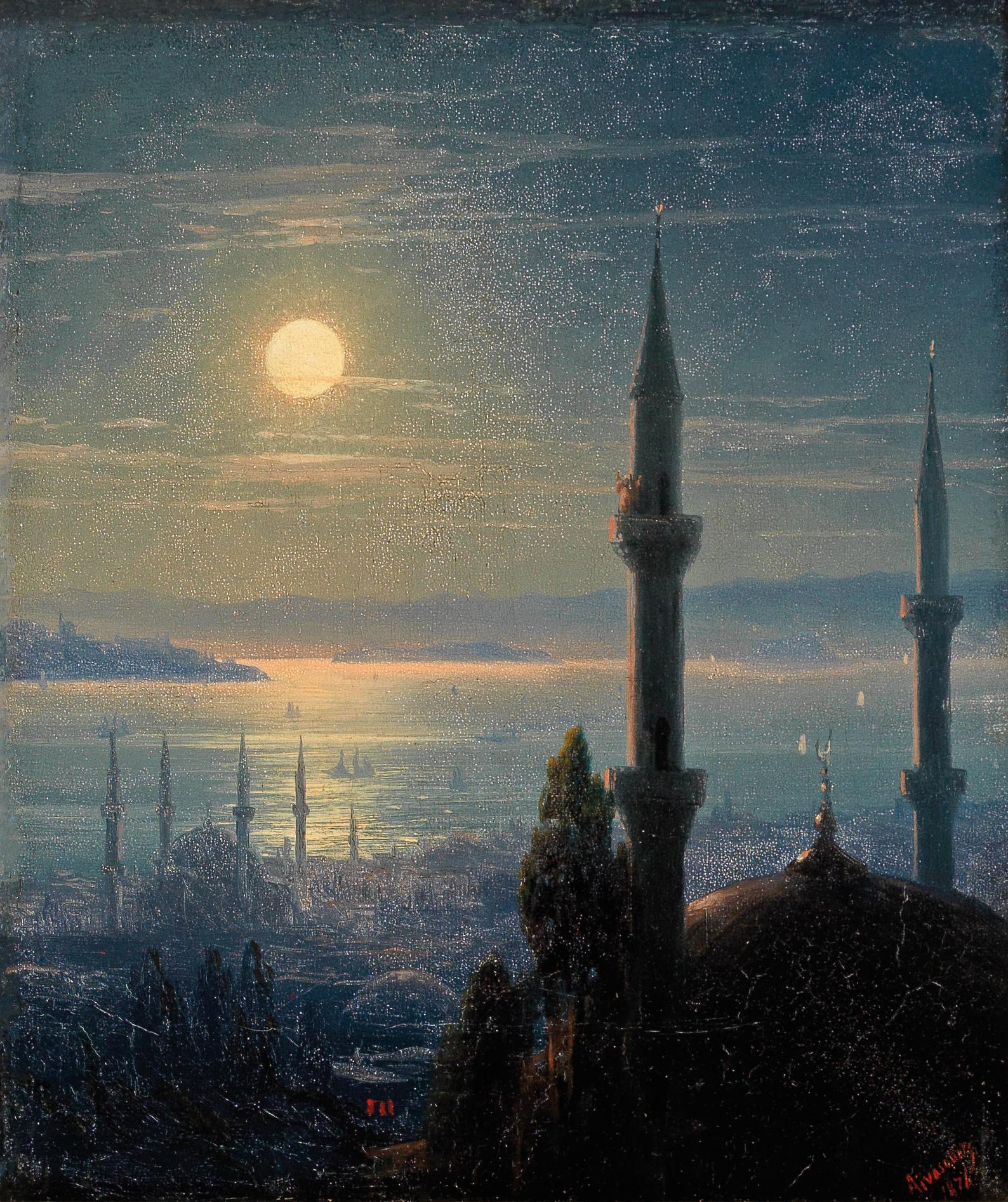
La Luna sopra Costantinopoli in un dipinto di Ivan Konstantinovič Ajvazovskij

Deriva dal termine turco ay ("Luna", da cui anche Ayla), e significa quindi "della Luna", "lunare".

## Onomastico
Il nome Aylin è adespota, quindi l'onomastico ricade il 1º novembre, giorno di Ognissanti.

## Persone

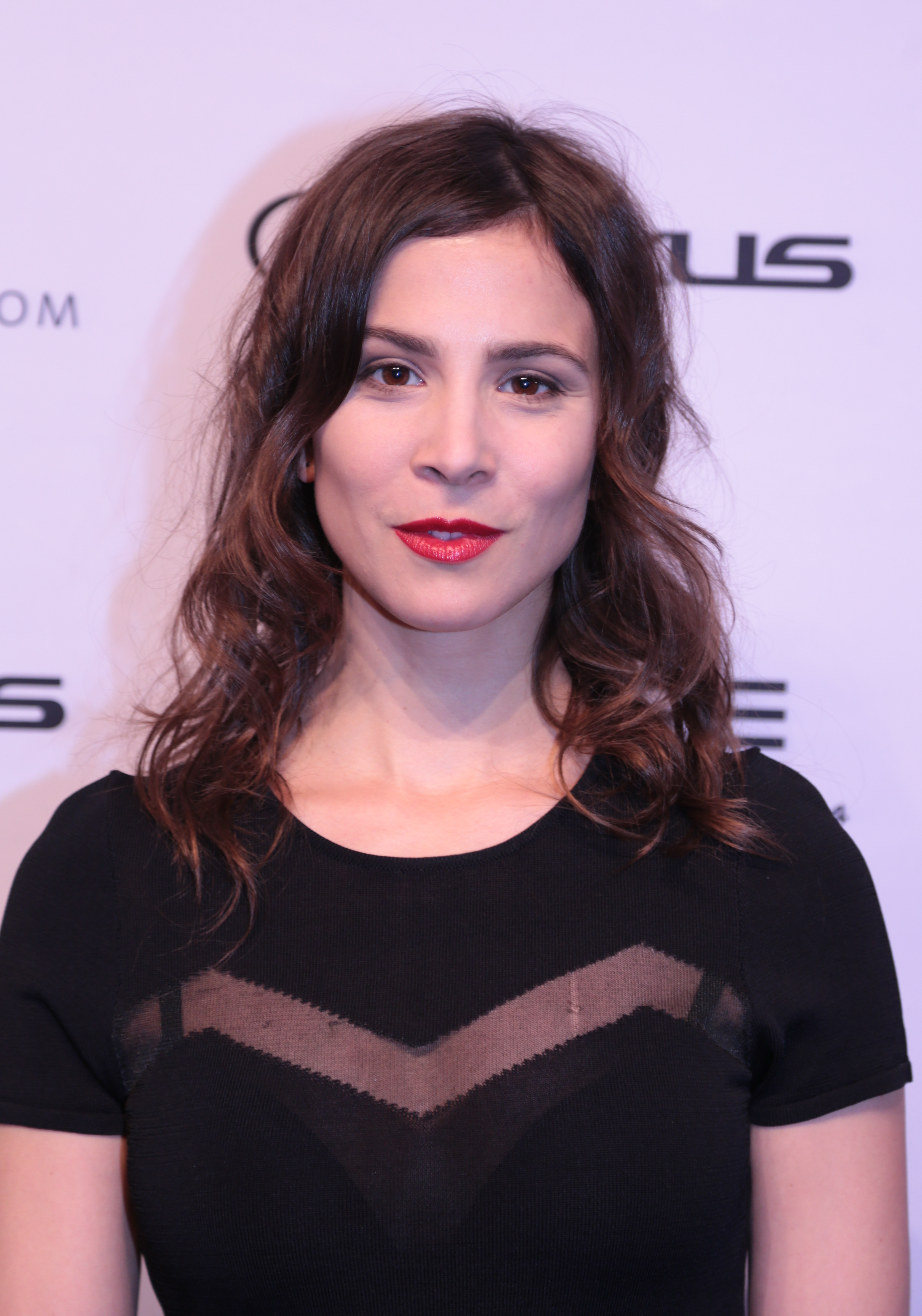
Aylin Tezel

- Aylin Prandi, attrice e cantante francese
- Aylin Sarıoğlu, pallavolista turca
- Aylin Tezel, attrice tedesca
- Aylin Yıldızoğlu, cestista turca

## Il nome nelle arti
- Aylin è un personaggio del film del 2010 Igualita a mí.
- Aylin Kumistel è un personaggio del romanzo di Ewn Garabandal Feha Gìbuss e il Libro della Profezia.
- Aylin è un romanzo del 1997 della scrittrice turca Ayşe Kulin.